# Eki-stempel

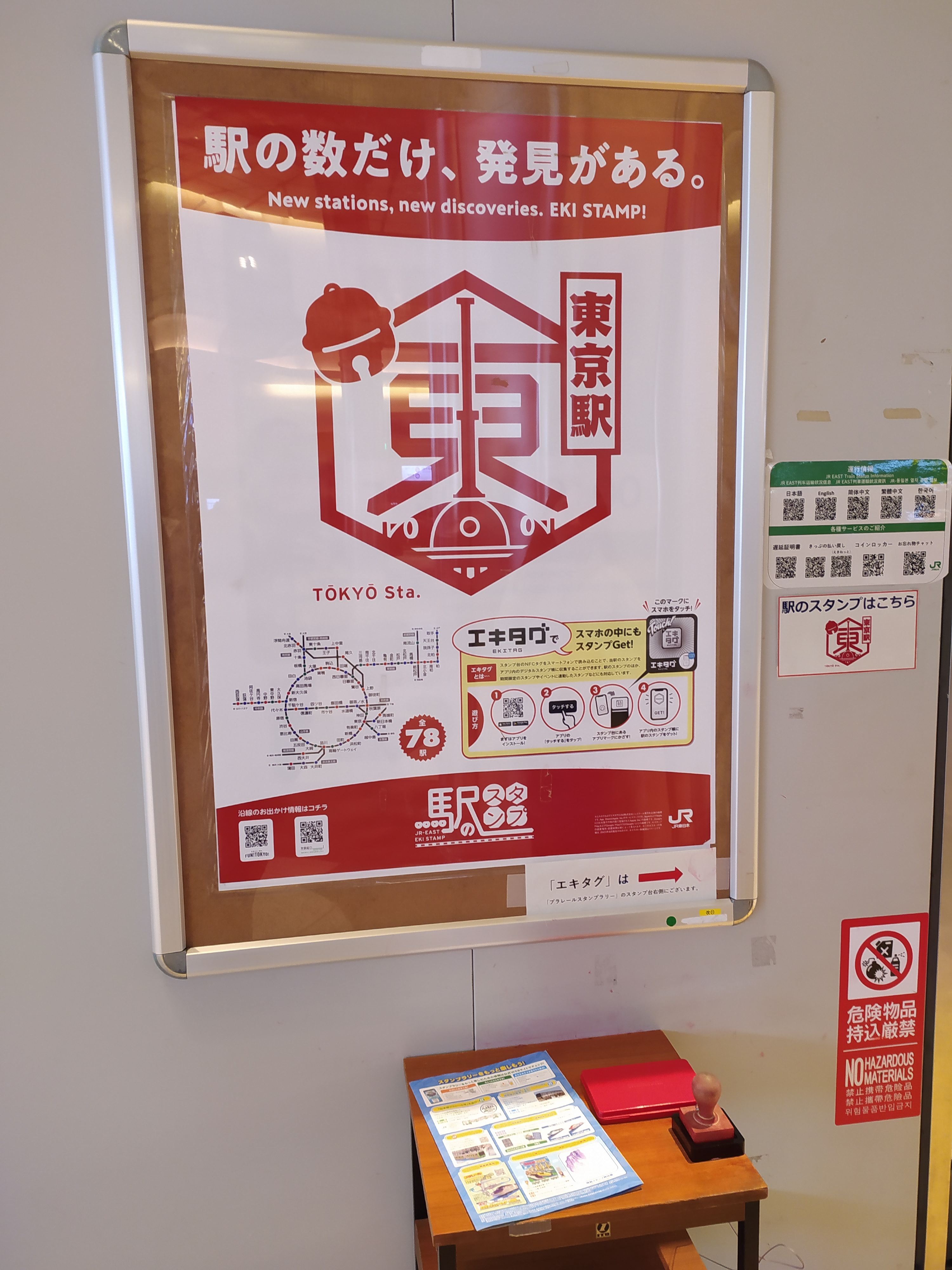
Eki-stempelplaats op Station Tokyo

 Een Eki-stempel is een verzamelbare inktstempel die op veel treinstations in Japan te krijgen is.

## Beschrijving
Bijna ieder spoorwegstation heeft zijn eigen Eki-stempelontwerp. De ontwerpen bevatten doorgaans afbeeldingen die kenmerkend zijn voor de stad of de omgeving van het station, zoals bezienswaardigheden, mascottes (Yuru Kyara), of lokaal geproduceerde goederen. Veel ontwerpen van Eki-stempels zijn geïnspireerd op Ukiyo-e, Japanse houtsnedes. Een van de bekendste Eki-stempels is te stempelen op Station Shibuya, een Eki-stempel waarop een hondenpoot het beroemde verhaal over de hond Hachiko symboliseert.
Eki -stempels zijn te krijgen op bijna alle treinstations en veel metrostations in Japan. Vormen van deze stations-stempels zijn ook te vinden op andere  stations, zoals op luchthavens, havens, bezoekersinformatie- en toeristencentra en  servicepunten langs de snelweg.

## Etymologie
Eki-stempel, eki sutanpu. Eki betekent 'station' in het Japans. 
駅スタンプ is de Japanse schrijfwijze voor Eki-stempel. 駅 is de kanji voor station. De oorspronkelijke kanji voor station is 驛, wat sinds 1947 versimpeld is tot 駅. 驛 is de oude kanji voor verversingspost voor postpaarden. Hier zit de kanji voor paard in: 馬, wat ook in de kanji voor station nog terugkomt. スタンプ is de schrijfwijze voor stempel.

## Geschiedenis
Het gebruik van stempels in Japan in de vorm van tempelstempels (Goshuin) gaat al honderden jaren terug. Deze stempels waren een herinnering aan de aanwezigheid op de betreffende datum bij deze specifieke tempel, een bewijs van offergave, of een bewijs van een tempelpelgrimage. Een breed gedragen hypothese is dat deze tempelstempels de liefde voor het verzamelen van Eki-stempels in Japan hebben beïnvloed.
De eerste Eki-stempel werd in 1931 gezet op het treinstation Fukui, om toerisme te promoten. In 1970 lanceerde Japanese National Railways de Discover Japan-campagne, waarbij 1400 stations hun eigen Eki-stempel kregen, allemaal met de woorden "DISCOVER JAPAN" er op in het Engels. Sindsdien hebben de meer dan 9000 treinstations in Japan bijna allemaal hun eigen Eki-stempel ontwerp, die vaak naar lokale winkels voor kantoorbenodigdheden werden gestuurd om handgetekend te worden en daarna geprint.

## Verzamelen
Het verzamelen van Eki-stempels is een reistraditie in Japan. Er zijn speciale stempelboekjes voor verzamelaars en er zijn speciale Eki-uitgaves en speciale seizoens-Eki-stempels. East Japan Railway houdt evenementen waar speciale stempels te stempelen zijn, die daarna nergens anders meer te krijgen zijn en heeft in 2024 een Eki-app gelanceerd.